# Меїр Галеві Абулафія
Рабин Меїр Галеві Абулафія — видатний кастильський знавець Талмуду XIII століття. Провів більшу частину свого життя в Толедо і відіграв ключову роль для єврейського суду Толедо, допомагаючи встановити релігійні обряди для іспанських євреїв. 1225 року, після смерті батька, успадкував почесний титул «насі» (князь) у Толедо.
Абулафія зробив значний науковий внесок, створивши арамейський коментар до Талмуду під назвою «Ператі Ператім», з якого збереглись лише 2 розділи — «Бава Батра» та «Синедріон». Також редагував сувої Тори, які стали стандартними для іспанських євреїв, і написав впливову «Масорет Сіяг ла-Тора», посібник із написання Тори. Крім того, складав вірші на івриті, у тому числі знаменитий «Лист з гробниці», призначений для розради його скорботного батька, який оплакував смерть доньки.
Він також відомий тим, що спричинив перші суперечки Маймоніда. Абулафія непохитно захищав ортодоксальні вірування, захищаючи навіть, здавалося б, нелогічні історії агади в Талмуді як факти. Коли шановний єврейський філософ Маймонід висловив сумніви щодо воскресіння тіла у своїй праці «Путівник для збентежених», Абулафія різко відреагував і написав листи із засудженням Маймоніда єврейським лідерам у Люнелі та Північній Франції, але ці спроби виявилися даремними, і Маймонід отримав підтримку. Попри цю невдачу, Абулафія залишався непохитним антираціоналістом. Коли Нахманід спробував відновити суперечку Маймоніда через 30 років, Абулафія відмовився брати участь, посилаючись на свій вік.